# 新埃戈里夫卡 (巴什坦卡區)
47°19′26″N 32°29′16″E / 47.32389°N 32.48778°E
新埃戈里夫卡（烏克蘭語：Новоєгорівка），是烏克蘭的村落，位於該國南部尼古拉耶夫州，由巴什坦卡區負責管轄，始建於1905年，面積3平方公里，海拔高度78米，2001年人口1,454，人口密度每平方公里484.7人。